# Emanuele Gadaleta

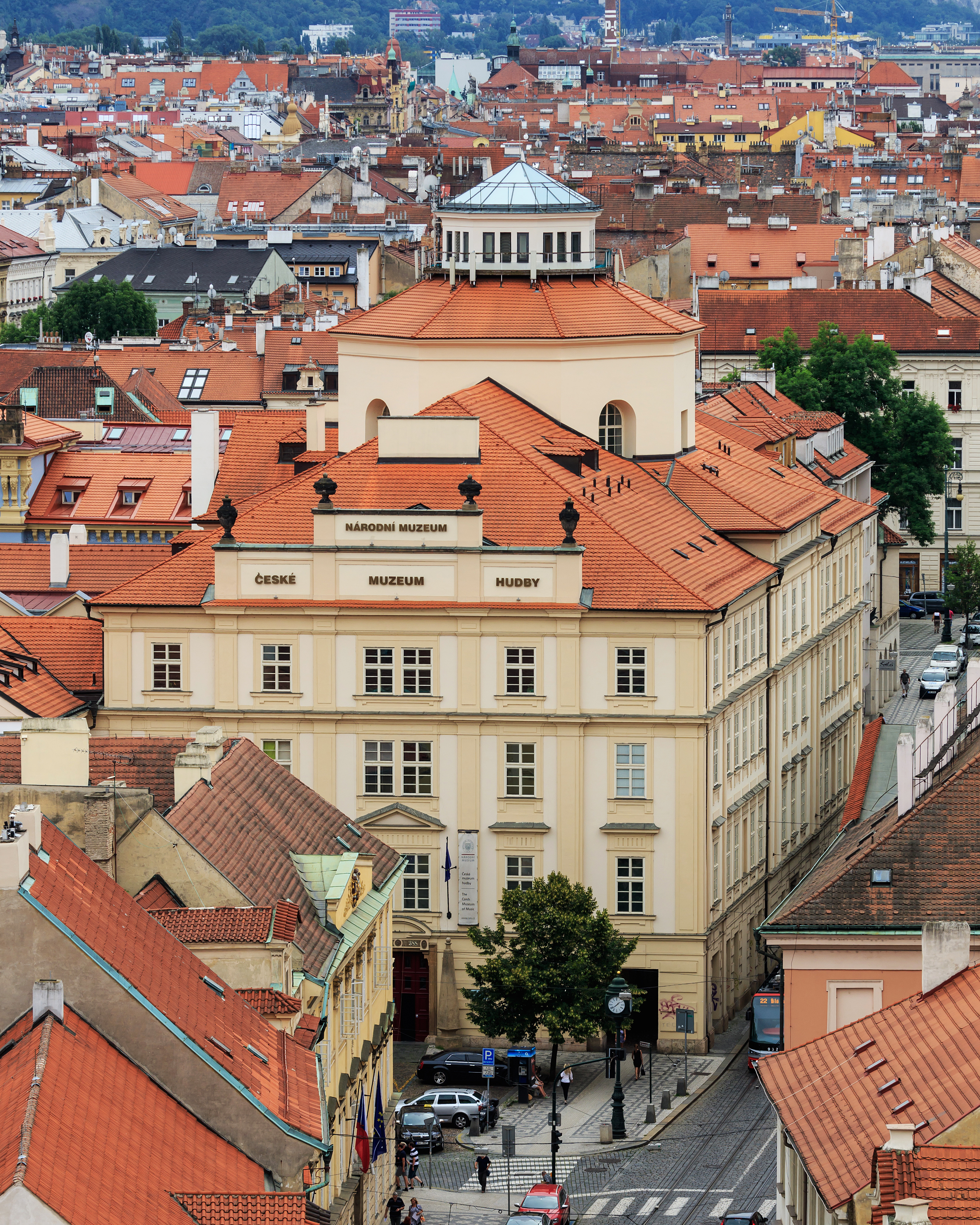
Budova Českého muzea hudby

Dottore Emanuele Gadaleta (* 1975, Molfetta) je italský violoncellista, hudební vědec – organolog, pedagog. Od roku 2010 působí jako ředitel Českého muzea hudby v Praze.

## Činnost
V dětství navštěvoval hudební školu Antonína Dvořáka v rodné Molfettě (Scuola popolare di musica Antonin Dvorak), kterou vedl Don Salvatore Pappagallo. Zde se jednak rozhodl pro hru na violoncello, a také zde poprvé přišel do bližšího kontaktu s českou hudbou.
V letech 1996–2000 studioval hru na violoncello u profesorů Luigiho Piovana a Radu Alduesca na konzervatoři Niccolò Piccinniho v Bari.
Od roku 1999 působil jako učitel hry na violoncello v Itálii, od roku 2003 pak v Česku na ZUŠ v Kralupech nad Vltavou. V téže době soukromě studoval hru na violoncello u prof. Rudolfa Lojdy.
V roce 2006 zakončil studium hudební vědy na italské univerzitě v Lecce obhajobou diplomové práce na téma „Miroslav Venhoda a Pražští madrigalisté“. V témže souboru také v letech 2002–2007 působil jako hráč na barokní violoncello a violu da gamba.
Roku 2007 nastoupil jako kurátor do Českého muzea hudby a v roce 2010 byl jmenován ředitelem téže instituce.
Je mj. členem Ediční rady Národního muzea, dálé redakčních rad časopisů Muzikologické fórum a Musicalia, na Mezinárodní konzervatoři Praha působí jako člen zkouškové komise.

## Ocenění
V únoru 2020 mu převzal z rukou italského velvyslance Francesca Saveria Nisia čestný titul Rytíř (Cavaliere) řádu za zásluhy Itálie.

## Publikace
Je spoluautorem katalogu Hudební sbírka Ondřeje Horníka II. – Hudební nástroje (2012)